# Józef Małczuk
Józef Małczuk pseud. Brzask (ur. 31 lipca 1915 w Wyrozębach, zm. 7 kwietnia 1950 k. Toczysk Podbornych) – żołnierz AK i WiN.

## Życiorys
W latach 1936–1938 służył w 10 pułku piechoty i skończył szkołę podoficerską ze stopniem kaprala. Podczas okupacji był robotnikiem i sekretarzem w urzędzie gminy. Działacz SZP, ZWZ i AK. Organizator i dowódca placówki AK w Wyrozębach. Uczestnik wielu akcji przeciw Niemcom. W nocy z 8 na 9 kwietnia 1944 ranny. Po wkroczeniu Armii Czerwonej nadal pracował w urzędzie gminy, w kwietniu 1945 aresztowany w związku z dawnym członkostwem w AK. Uwolniony z konwoju UB przez oddział poakowskiej partyzantki Edwarda Mazurczaka „Żubra” pod Mołomotkami 16 kwietnia 1945. Następnie działał w antykomunistycznej partyzantce. Był referentem wychowawczym w Komendzie WiN Obwodu Sokołów Podlaski. W 1946 przeszedł do oddziału 6 Brygady Wileńskiej kpt. Władysława Łukasiuka „Młota”. Komendant rezerw 6 Brygady na powiat sokołowski. 11 listopada 1946 wraz z oddziałem Waleriana Nowackiego „Bartosza” rozbroił posterunek MO w Kosowie Lackim, 2 dni później na czele swojej grupy partyzanckiej zlikwidował dwóch funkcjonariuszy UB w Korczewie, 23 czerwca 1947 rozbroił posterunek MO w Wyrozębach, a 9 listopada 1947 w Chruszczewce. 12 grudnia 1947 opanował Kosów Lacki, likwidując dwóch funkcjonariuszy UB, zaś 9 stycznia 1948 stoczył potyczkę z UB w Toczyskach. Od śmierci kpt. „Młota” w czerwcu 1949 działał w zgrupowaniu dowodzonym przez por. (później kpt.) Kazimierza Kamieńskiego „Huzara”.
Zginął w walce z grupą operacyjną KBW i UB. Pośmiertnie 9 listopada 2007 odznaczony przez Prezydenta RP Lecha Kaczyńskiego Krzyżem Komandorskim z Gwiazdą Orderu Odrodzenia Polski.
Jeden z jego braci, żołnierz WP, zginął we wrześniu 1939, drugi, żołnierz AK, został aresztowany przez UB i stracony po procesie pokazowym w Sokołowie Podlaskim w lutym 1946.